# Programa Vesta
Vesta (em russo Веста), foi a designação de um programa composto por duas sondas espaciais que a União Soviética planejou lançar nos anos 80, que não chegou a sair da fase de projeto.

## A missão
O programa Vesta seria constituído por duas sondas idênticas (assim como as missões soviéticas à Vênus), que deveriam ser lançadas em 1991. Similares às usadas no Programa Vega, cada espaçonave iria liberar um ou mais módulos aterrissadores ou balões na atmosfera de Vênus e prosseguir para o seu próximo alvo.
Em Vênus, um satélite francês dedicado à voos de aproximação de asteroides seria liberado.
De lá, ela deveria retornar em direção à Terra, passando por ela e se afastando até cerca de 3 a 3,3 AUs de distância do Sol.
Lá, ela executaria voos de aproximação a alguns pequenos asteroides, e Vesta se possível, com uma pequena sonda pousando nele. 
Os alvos exatos dependeriam da data de lançamento. No primeiro estudo de 1985, 2.700 possíveis trajetórias foram analisadas para datas de lançamento em: 1992, 1994 ou 1996. Considerando todas as restrições, cerca de 12 trajetórias candidatas foram selecionadas. Cada uma das sondas idênticas escolheria trajetórias e alvos diferentes, incluindo: 5 Astraea, 53 Kalypso, 187 Lamberta, 453 Tea, 1335 Demoulina, 1858 Lobachevskij, e o cometa Encke.
Por volta de 1985, o programa Vesta foi alterado para ter Marte como destino primário, com a parte relativa aos asteroides mantida. Estudos detalhados indicavam que cada sonda teria visitado cerca de quatro corpos celestes, incluindo asteroides de diferentes classes - fornecendo amostras representativas da diversidade dos asteroides - e além disso, provavelmente um ou dois cometas. 
Se lançada em 13 de Dezembro de 1996, a sonda atingiria os seguintes corpos:
- Marte em 8 de Outubro de 1997;
- Asteroide Fortune em 17 de Setembro de 1998;
- Asteroide Harmonia em 26 de Novembro de 1998;
- Asteroide Vesta em 14 de Junho de 1999;
- Asteroide Haldey em 12 de Outubro de 1999 e
- Asteroide Juewa em 22 de Julho de 2000.

## A espaçonave
Estudos preliminares indicaram a necessidade da inclusão de alguns instrumentos: 
- uma câmera grande angular (~6.5° de campo de visão, CCD com resolução de 512x512 pixel)
- uma câmera tele objetiva (~0.5° de campo de visão, CCD com resolução de 512x512 pixels - 3.9 arco segundos/pixe)
- um espectrômetro na faixa próxima ao infravermelho (para medições entre 0,5-5 micrômetros com lambda/delta lambda = 50,5 arco minutos por pixel)

A memória "onboard" seria de cerca de 240 Mbits. As imagens em máxima aproximação (~500 km) teriam resolução de 10 m/pixel. No pior caso, a taxa de "downlink" seria de 600 bit/segundo (sem usar a Deep Space Network (DSN)). A carga útil científica tinha cerca de 100 kg. A espaçonave tinha 750 kg de massa seca, e carregava 750 kg de propelentes, e possivelmente uma sonda de penetração de 500 kg. Painéis solares de 20 m2 de área, forneciam 350 Watts de potência.
Se o suporte da "Deep Space Network" fosse usado, o rastreamento Doppler dos movimentos da sonda Vesta seria tão preciso que poderia ajudar a determinar a massa dos corpos celestes encontrados. Caso contrário, a alternativa seria liberar uma massa de teste e observar o seu movimento próximo ao asteroide alvo.  
A estrutura da espaçonave era derivada de um satélite de comunicação da INMARSAT, tendo todas as características físicas e de controle de atitude necessárias à missão.

## Cancelamento
Uma combinação de fatores, provavelmente envolvendo mudanças nas relações franco/soviéticas, a falha parcial do Programa Phobos, problemas financeiros e a dissolução da União Soviética, não permitiram que o projeto Vesta fosse além da fase de planejamento.   